# Fat Wreck Chords
La Fat Wreck Chords è un'etichetta discografica indipendente nata a San Francisco (California-USA) specializzata nel punk rock.
Fondata da Fat Mike cantante e bassista del gruppo musicale NOFX e da sua moglie Erin nel 1990.
Alcuni artisti prodotti da questa etichetta sono: Rise Against, Against Me!, Anti-Flag, Me First and the Gimme Gimmes, NOFX, Propagandhi.
Molti gruppi musicali della casa discografica hanno partecipato alla campagna Punk Voter iniziata da Fat Mike per incoraggiare i giovani degli Stati Uniti a votare contro George W. Bush nelle elezioni presidenziali del 2004.

## Artisti attuali
- Against Me!
- American Steel
- Anti-Flag
- The Ataris
- Avail
- Bad Astronaut
- The Bombpops
- Chixdiggit!
- Citizen Fish
- C.J. Ramone
- Consumed
- Descendents
- The Dickies
- Diesel Boy
- Dillinger Four
- 88 Fingers Louie
- Epoxies
- Face to Face
- The Fight
- The Flatliners
- Frenzal Rhomb
- Goober Patrol
- Good Riddance
- Guns n' Wankers
- Hi-Standard
- Horace Pinker
- Lagwagon
- The Lawrence Arms
- Leftöver Crack
- Less Than Jake
- The Loved Ones
- Love Equals Death
- Mad Caddies
- Me First and the Gimme Gimmes
- MxPx
- Nerf Herder
- New Bomb Turks
- NOFX
- None More Black
- No Use for a Name
- Only Crime
- Randy
- The Real McKenzies
- Rise Against
- The Sainte Catherines
- Screw 32
- Sick of It All
- Smoke or Fire
- Snuff
- The Soviettes
- Strike Anywhere
- Strung Out
- Subhumans
- $wingin' Utter$
- Tilt
- Western Addiction
- WIZO
- Zero Down

## Compilation
- Rock Against Bush, Vol. 1
- Rock Against Bush, Vol. 2
- Fat Music for Fat People
- Fat Music Vol. II: Survival of the Fattest
- Fat Music Vol. III: Physical Fatness
- Fat Music Vol. IV: Life in the Fat Lane
- Fat Music Vol. V: Live Fat, Die Young
- Fat Music Vol. VI: Uncontrollable Fatulence
- Short Music for Short People
- Liberation: Songs to Benefit PETA
- PROTECT: A Benefit for the National Association to Protect Children

- Live in a Dive
- Live in a Dive: No Use for a Name
- Live in a Dive: Bracket
- Live in a Dive: Sick of It All
- Live in a Dive: Strung Out
- Live in a Dive: Subhumans
- Live in a Dive: $wingin' Utter$
- Live in a Dive: Lagwagon